# LTU
LTU International Airways (von Lufttransportunternehmen) war eine deutsche Fluggesellschaft mit Sitz in Düsseldorf und Basis auf dem Flughafen Düsseldorf. Sie wurde 2007 von Air Berlin übernommen, die die Nutzung der Marke LTU im Sommer 2009 einstellte und fortan alle Flüge unter der Marke Air Berlin durchführen ließ. Mit der Integration in das Air Operator Certificate der Air Berlin im April 2011 wurde LTU schließlich aufgelöst. 2017 stellte auch Air Berlin ihren Flugbetrieb ein.

## Geschichte

### Gründung und erste Jahre

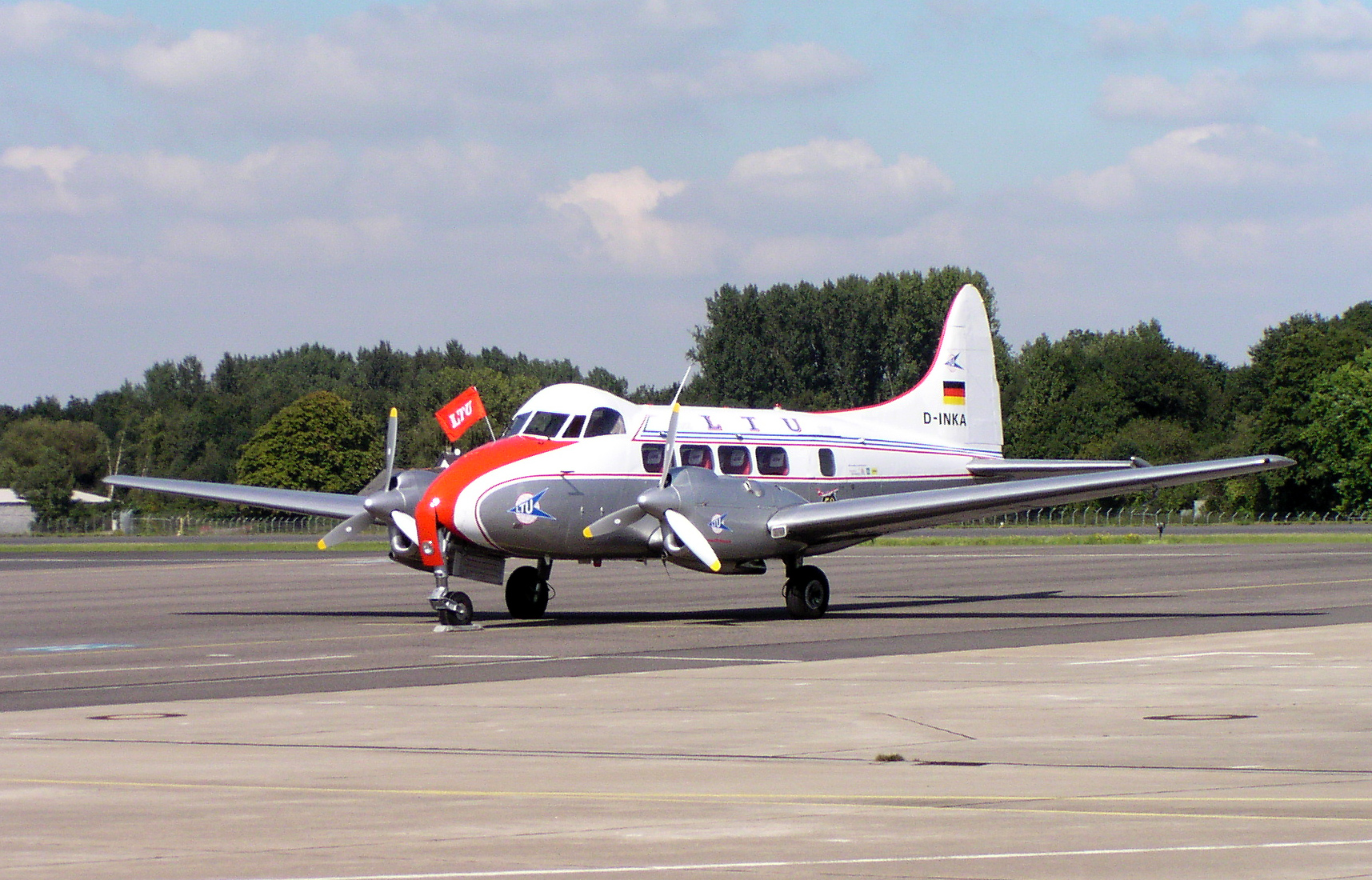
Eine restaurierte De Havilland DH.104 Dove der LTU

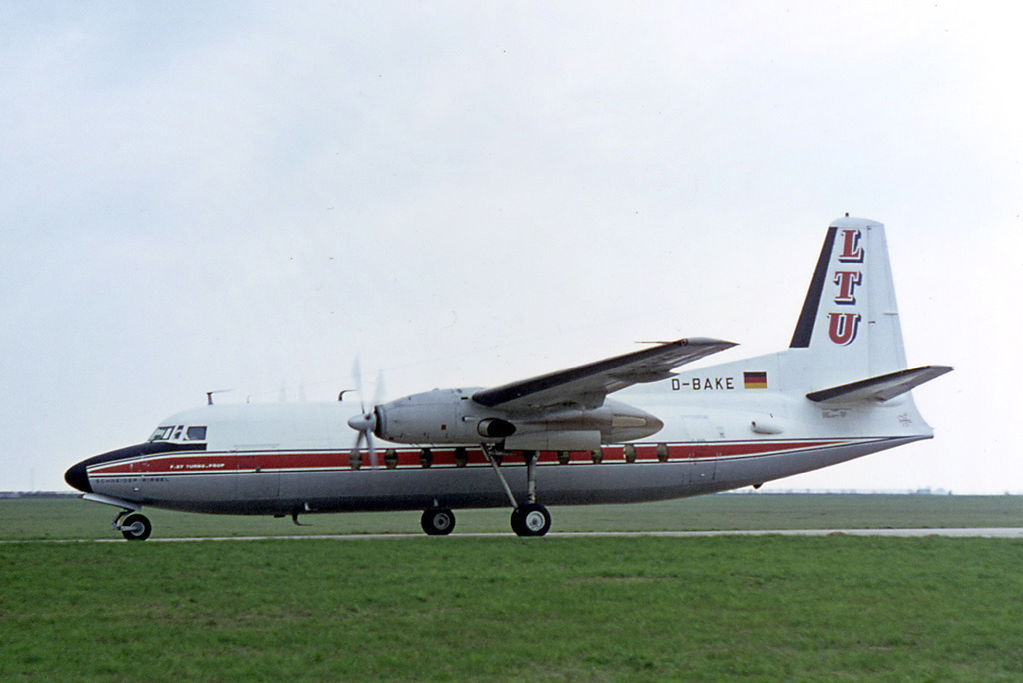
Eine Fokker F-27-200 der LTU, 1964

Die LTU wurde am 20. Oktober 1955 unter dem Namen „Lufttransport-Union“ in Frankfurt erneut gegründet, nachdem Anfang 1955 die LTU (Lufttransport Union) von dem Engländer Bernard G. Dromgoole erstmals gegründet worden war. Um eine deutsche Betriebsgenehmigung zu erhalten, wurde dabei der deutsche Bauunternehmer Kurt Conle aus Mülheim an der Ruhr als weiterer Gesellschafter beigezogen, der heute fälschlicherweise oft als Firmengründer genannt wird.
Der Erstflug fand am 2. März 1956 statt und führte von Frankfurt in die sizilianische Stadt Catania. Die Passagierzahlen betrugen in den ersten Jahren immerhin schon einige Hundert pro Jahr. Die Flotte bestand damals aus mehreren Vickers-Viking-Flugzeugen.
Diese waren unter anderem:
- D-ADAM Vickers 610 Viking 1B – gekauft am 28. Dezember 1955 von BEA (G-AIVD), verkauft im Juli 1957 an Balair (HB-AAR)
- D-ABEL/BALI Vickers 610 Viking 1B – gekauft am 28. Dezember 1955 von First Air Trading (G-AIVI), verkauft am 4. Februar 1961, Startunfall in Düsseldorf/Deutschland
- D-ABIR/BONA Vickers 610 Viking 1B – gekauft am 28. Dezember 1955 von Overseas Aviation (G-AIVJ), verkauft am 28. April 1958 an Aviameer (OO-EEN)
- D-AGID Vickers 610 Viking 1B – gekauft am 13. Februar 1957 von Aero Express (D-CABO), Verkauf gescheitert
- D-AMOR/BABY Vickers 610 Viking Mk. 2 – gekauft am 13. Februar 1957 von Dragon Airways (G-AOCH), verkauft am 15. August 1963 an Air Ferry (G-AOCH)
- D-AIDA/BETA Vickers 610 Viking 1A – gekauft am 10. April 1957 von Eagle Aviation (G-AGRR), verkauft am 14. April 1958 an Aero Transport Flugbetriebs AG (OE-FAT)

Im Jahr 1956 benannte sich die Lufttransport-Union dann in „LTU“ (Lufttransport-Unternehmen) um, um eine Namensverwechselung mit einem gleichnamigen Unternehmen zu verhindern. Zum 1. Januar 1960 wurde der Unternehmenssitz nach Düsseldorf verlegt. Geschäftsführer waren Ernst-Jürgen Ahrens und Wolfgang Krauss. LTU betrieb später auch drei Fokker Friendship, eine davon war die Erstanschaffung dieses Flugzeugtyps mit dem Luftfahrzeugkennzeichen D-BAKI. Weiterhin flog man eine De Havilland DH.104 Dove. Zwischen 1957 und 1960 nutzte man auch eine Bristol 170 sowie von 1958 bis 1960 insgesamt zwei Douglas DC-4.

### LTU im Jet-Zeitalter

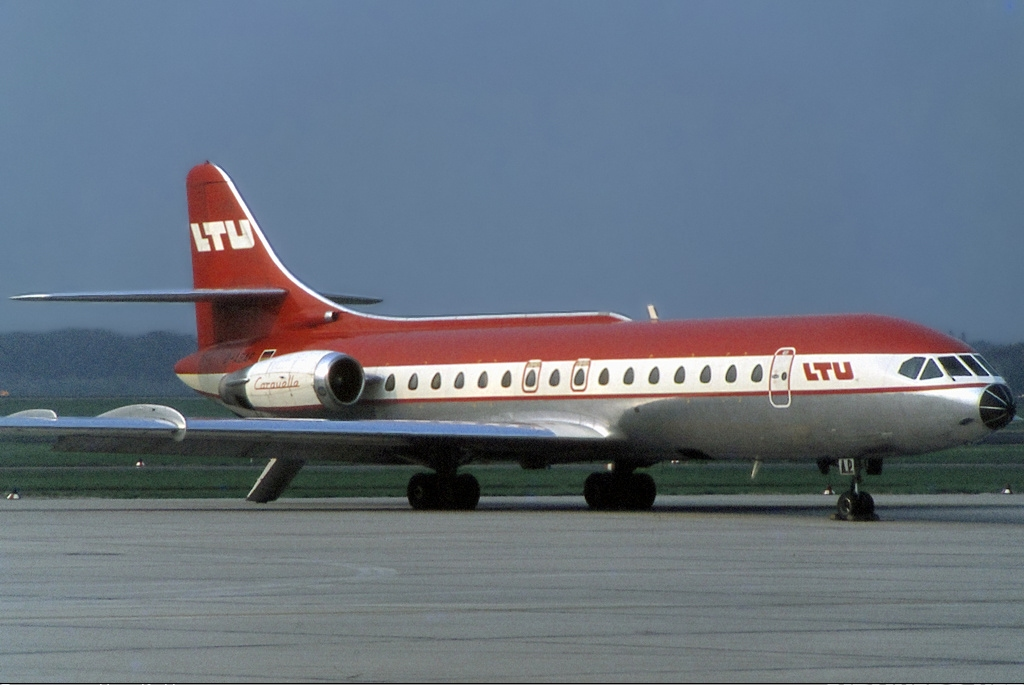
Eine Sud Aviation Caravelle der LTU

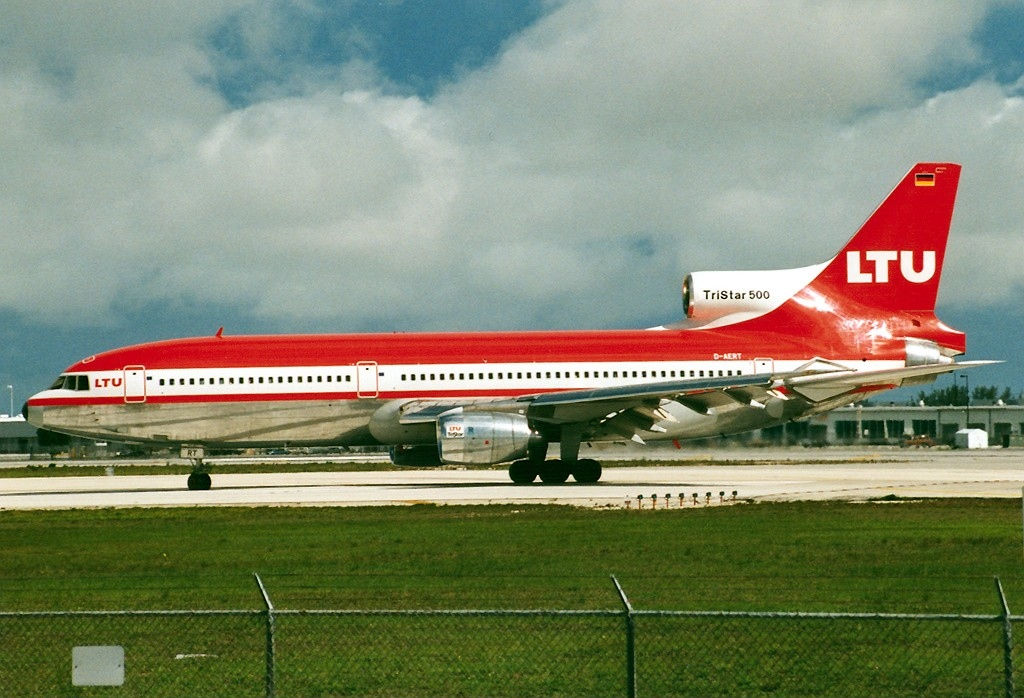
Lockheed L-1011-500 TriStar der LTU in Miami

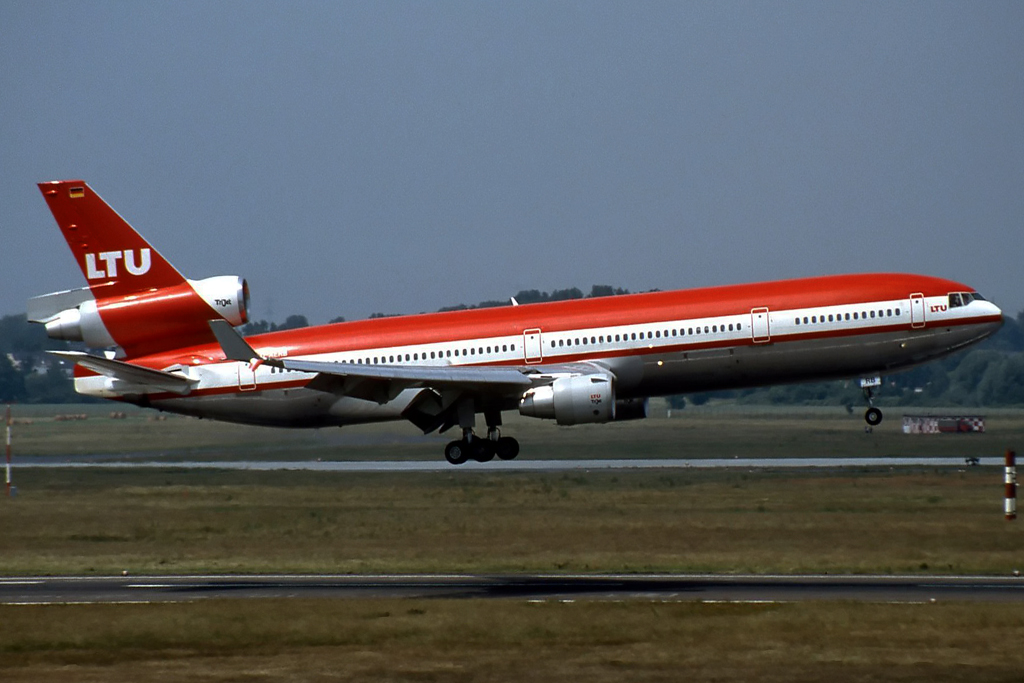
Eine McDonnell Douglas MD-11 der LTU

Das erste Düsenflugzeug der Linie war eine von Finnair stammende Sud Aviation Caravelle III, und 1970 die Fokker F28 Fellowship, ein Kurzstrecken-Verkehrsflugzeug (65 Passagiere) des niederländischen Flugzeugherstellers Fokker. Die Caravelle III wurde 1968 von der Caravelle 10R abgelöst. Seit 1969 wurden ausschließlich Düsenflugzeuge eingesetzt. Diese Flugzeugtypen sollten bald durch die Lockheed L-1011 TriStar ersetzt werden. Das erste Großraumflugzeug dieses Typs wurde am 29. Mai 1973 an LTU geliefert. Es folgten Boeing 757, Boeing 767 und McDonnell Douglas MD-11. Von 1992 bis 1993 setzte LTU eine von Evergreen geleaste Boeing 747-212B ein, die unter anderem vorher für Singapore Airlines und PanAm geflogen war, um Lieferverzögerungen bei der MD-11 zu überbrücken. Im Jahr 1995 begann man mit der Umstellung der gesamten Flotte auf Airbus.

### Expansion in den 1980er-Jahren

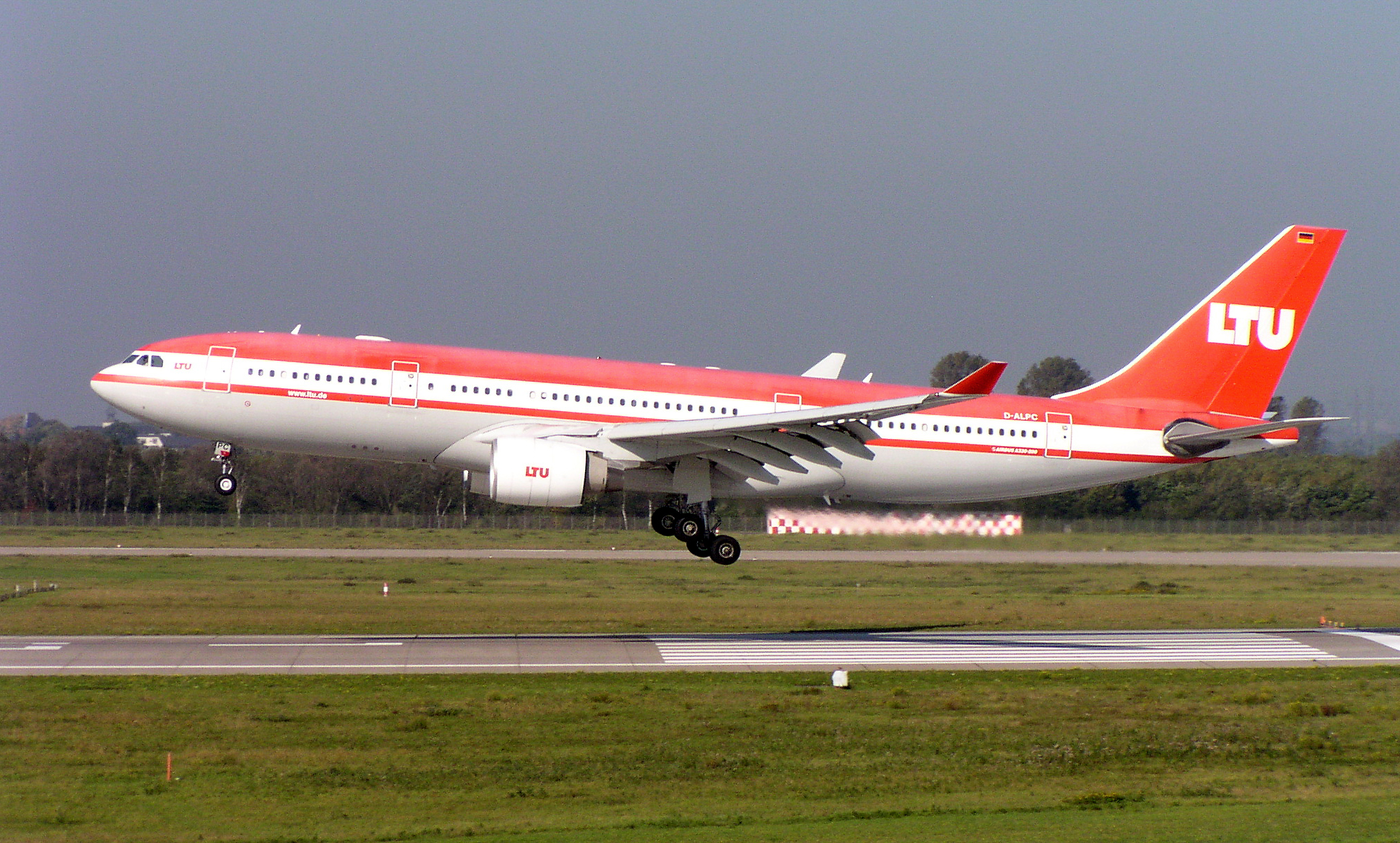
Ein Airbus A330-200 der LTU in früherer Bemalung

Bereits 1964 wurde man mit „Transair LTU“ auch als Reiseveranstalter tätig. Es folgten die Eigengründung „Meier’s Weltreisen“ (1980) – Namensgeber war Norbert Meier, ehemaliger Stationsleiter der „Air France“ (1967/68?) am Düsseldorfer Flughafen als neuer Geschäftsführer von „Meier’s Weltreisen“ – sowie die Übernahmen von „Tjaereborg“ (1981), „Jahn Reisen“ (1986), „Marlboro Reisen“ und „THR Tours“ (auch hier führte im späteren Norbert Meier nochmal Regie). Diese gingen 1996 unter dem Dach der neu gegründeten „LTU Touristik GmbH“ zusammen, wurden jedoch als eigenständige Marken weitergeführt. Im Jahre 1983 wurde die LTS – Lufttransport Süd gegründet und 1987 in „LTU-Süd“ umbenannt. Zur LTU-Süd in München gehörten drei Boeing 757 mit zusammen 597 Plätzen. Im Jahre 1987 wurde auf Mallorca die spanische Tochtergesellschaft LTE – LuftTransport Espana gegründet. „LTC – LuftTransport Catering“ nahm ab 1988 seinen Betrieb am Flughafen Düsseldorf auf. Bis Ende der 1980er Jahre war die Familie Conle Alleinunternehmer der Fluggesellschaft. Im Jahr 1989 wurde der WestLB ein Anteil von 34 Prozent an der Gesellschaft verkauft.

### Entwicklung in den 1990er-Jahren
Im Jahr 1998 gehörten 61 % der Gründerfamilie Conle, 32 % der WestLB und 5 % der Familie Graebner. Im Jahr 2000 zog sich die Familie Conle endgültig aus dem Geschäft zurück. Eigentümerin war die LoMa Beteiligungsgesellschaft mbH aus Köln, eine 100-prozentige Tochtergesellschaft der Rewe-Zentralfinanz e.G. Die Schweizer SAirGroup übernahm danach 49,9 Prozent der LTU-Anteile. Nach der Insolvenz der Swissair im Oktober 2001 erwarb die Rewe-Gruppe die Anteile, zusätzlich zu den schon eigenen 40 Prozent. Wegen finanzieller Schwierigkeiten der LTU verwaltete die Düsseldorfer Kanzlei Metzeler-van Betteray treuhänderisch den 49,9-%-Anteil. Rewe suchte zunächst erfolglos nach einem neuen Investor für die Fluggesellschaft.

### Entwicklung in den 2000er-Jahren

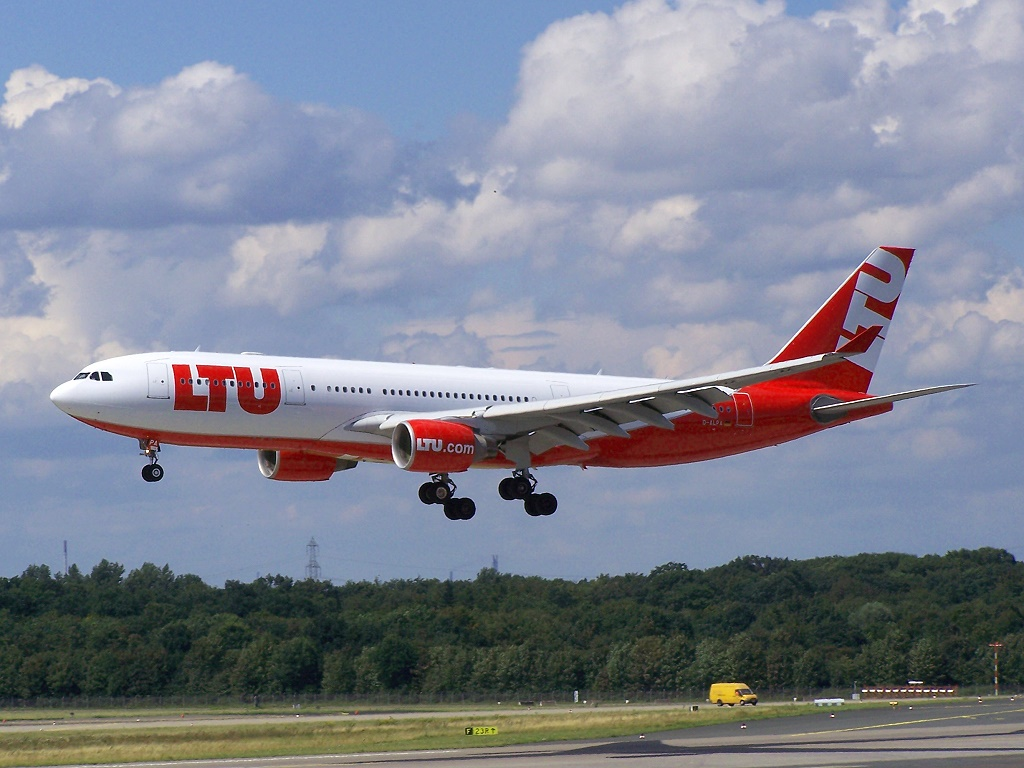
Ein Airbus A330-200 der LTU in der letzten eigenständigen Bemalung

Im Jahr 2001 rutschte das Unternehmen, unter anderem bedingt durch die Insolvenz der SAirGroup und den Rückgang der Passagierzahlen nach den Terroranschlägen vom 11. September 2001, in die Verlustzone und konnte nur durch eine Landesbürgschaft, die von der WestLB übernommen wurde, gerettet werden.
Am 17. Februar 2006 gab die Intro Verwaltungsgesellschaft mbH (damals Haupteigentümer der dba) ihren Einstieg bei LTU bekannt. Der Haupteigentümer der Intro Hans Rudolf Wöhrl hatte die treuhänderisch verwalteten 49,9 Prozent sowie weitere 10,1 Prozent von der Kölner Kapitalgesellschaft CKA erworben. Im März 2006 gab Wöhrl seine Mehrheitsbeteiligung wieder ab, indem er Teile an die LTU-Geschäftsführung verkaufte. Danach waren 24 Prozent bei dem Sprecher der LTU-Geschäftsführung Jürgen Marbach, 36 Prozent bei Hans Rudolf Wöhrl und 40 Prozent bei Rewe. Am 1. Juni 2006 gab Rewe ihren 40-%-Anteil am Unternehmen ab. Wöhrl stockte seine Beteiligung vorübergehend auf 76 Prozent auf, gab sie aber teilweise an Jürgen Marbach, Sprecher der LTU-Geschäftsführung, ab. Die LTU-Muttergesellschaft LoMa-Beteiligungsgesellschaft mbH gehörte zu 55 % der Intro Verwaltungsgesellschaft GmbH aus Nürnberg von Hans Rudolf Wöhrl sowie zu 45 % der „Marbach Beteiligung und Consulting GmbH“ (MIC) aus Meerbusch von Jürgen Marbach.
Auf ihrem Weg weg von der Charterfluggesellschaft hin zur Linienfluggesellschaft veränderte die LTU ab April 2007 ihr Äußeres. Das in die Jahre gekommene Rot wurde zwar beibehalten, jedoch dominierte die Farbe Weiß die neue LTU-Bemalung.

#### Übernahme durch Air Berlin
Die Air Berlin kündigte im März 2007 die Übernahme der LTU an. Der Abschluss der Transaktion stand unter dem Vorbehalt der Genehmigung durch das Bundeskartellamt. Die Genehmigung wurde Anfang August 2007 ohne Auflagen erteilt. Der Gesamtkaufpreis belief sich inklusive der Übernahme von Schulden in Höhe von 200 Millionen Euro auf 340 Millionen Euro. Die Schmalrumpfflugzeuge wurden nach und nach in den Farben der Air Berlin lackiert, während die Großraumflugzeuge weiterhin unter dem Namen LTU betrieben wurden. Dies wurde später dadurch aufgeweicht, dass alle Linienflüge unter der Marke Air Berlin und nur noch die touristischen Fernflüge unter dem Namen LTU durchgeführt wurden.
Ende Februar 2008 legte Jürgen Marbach die LTU-Geschäftsführung nieder.

#### Einstellung
Air Berlin teilte im Juli 2008 mit, dass die Marke LTU nicht weiter genutzt würde, was bis Sommer 2009 umgesetzt wurde – die Gesellschaft operierte seither im Außenauftritt ausschließlich im Namen und als Teil der Air Berlin. Die verbliebenen Maschinen wurden nach und nach umlackiert, auch der eigenständige Internetauftritt der LTU wurde eingestellt.
Zum 1. April 2011 wurden die Arbeitsverhältnisse des gesamten LTU-Personals per Betriebsübergang in die Air Berlin übergeleitet. Zudem wurden für alle durchgeführten Flüge nur noch das Air Operator Certificate der Air Berlin genutzt.

## Flugziele
Nach der Übernahme durch die Air Berlin bediente LTU im Wet-Lease-Verfahren diverse Strecken im Flugplan der Air Berlin, wobei der Name LTU für den Kunden nur noch durch einen kleinen Aufkleber „operated by LTU“ auf einigen, jedoch nicht allen Flugzeugen sichtbar war. Sämtliche Langstreckenziele wurden ausschließlich von LTU bedient, da diese ETOPS-Rechte besaß und damit bestimmte zusätzliche Interkontinentalstrecken befliegen durfte. Dabei wurden Langstreckenflugzeuge der Muster Airbus A330-200 und -300 eingesetzt. Nach der Auflösung der LTU wurden die verbliebenen Flugzeuge von Air Berlin übernommen.

## Flotte

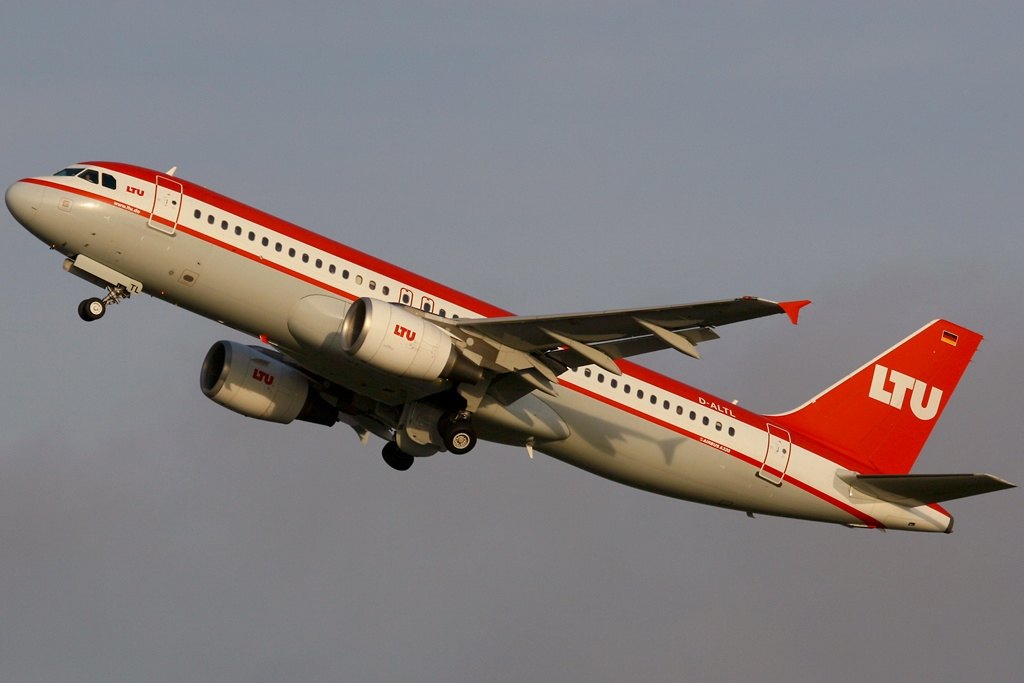
Ein Airbus A320-214 der LTU

### Flotte bei Betriebseinstellung
Vor der Übernahme in die Flotte und das Air Operator Certificate (AOC) der Air Berlin bestand die Flotte der LTU mit Stand Februar 2011 aus 24 Flugzeugen mit einem Durchschnittsalter von 8,8 Jahren:
- 11 Airbus A320-200
- 10 Airbus A330-200
- 03 Airbus A330-300

Alle Flugzeuge wurden danach ausschließlich im Namen und Markenauftritt der Muttergesellschaft Air Berlin betrieben. Mit Stand April 2011 waren keine Flugzeuge mehr auf LTU registriert.
Auf den Flugzeugen verschwand die Bezeichnung „LTU“. Vier der A330-200 mit den Luftfahrzeugkennzeichen D-ALPA bis D-ALPD trugen bis Mai 2009 eine Mischlösung, bei der das Farbschema von Air Berlin mit einem Schriftzug „LTU“ seitlich und am Leitwerk beziehungsweise „LTU.com“ an der unteren Rumpfseite kombiniert war. Das letzte Flugzeug mit der klassischen LTU-Bemalung verließ den Flughafen Düsseldorf am 16. August 2009, als es zur Umlackierung nach Abu Dhabi flog. Bis zur Einstellung des Flugbetriebs der airberlin im Oktober 2017 trugen alle Maschinen die Bemalung und den Namen der Air Berlin.

### Zuvor eingesetzte Flugzeuge

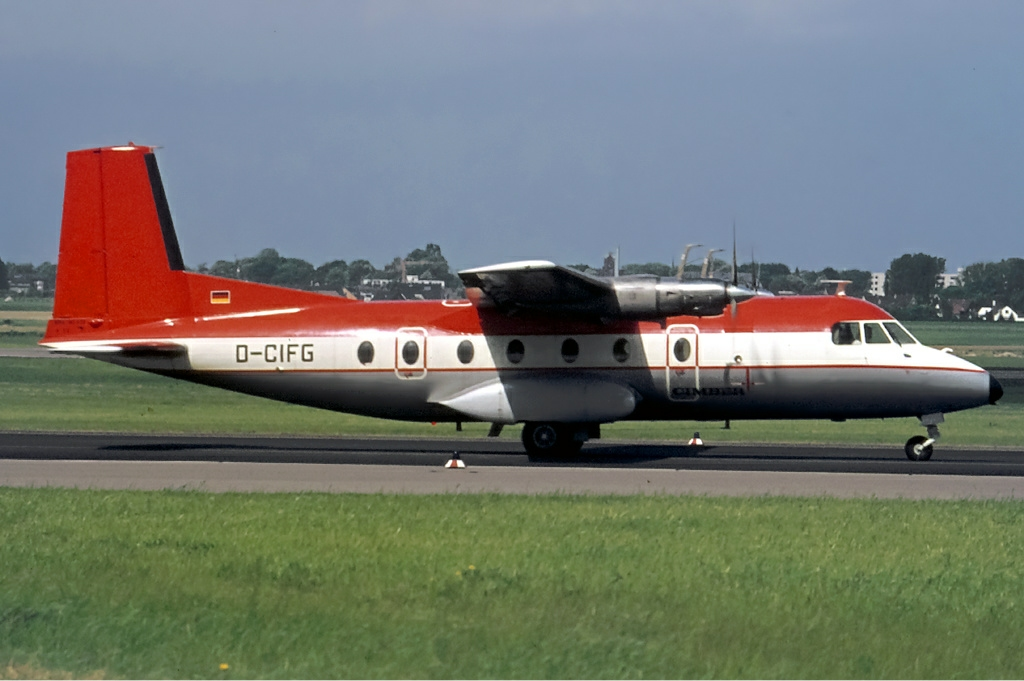
Eine Nord 262 der IFG, in den Grundfarben der Muttergesellschaft LTU, Düsseldorf 1972

Vor der Übernahme durch Air Berlin betrieb LTU auch folgende Flugzeugtypen:
- Boeing 757
- Boeing 767
- Bristol 170
- De Havilland DH.104 Dove
- Douglas DC-4
- Fokker F-27 Friendship
- Fokker F28 Fellowship
- Lockheed L-1011 TriStar
- McDonnell Douglas MD-11
- Nord 262
- Sud Aviation Caravelle III, 10R
- Vickers Viking

## Zwischenfälle
- Am 4. Februar 1961 geriet eine Vickers Viking 1B der LTU (Luftfahrzeugkennzeichen D-BALI) beim Start zu einem Frachtflug auf dem Flughafen Düsseldorf ins Schleudern und streifte die Hütte des ILS-Senders. Die drei Besatzungsmitglieder überlebten, wobei zwei Piloten leicht verletzt wurden. Am Flugzeug entstand jedoch Totalschaden.[13][14]

- Am 28. Juni 1991 brannte in Düsseldorf eine Lockheed L-1011 TriStar der LTU (Kennzeichen: D-AERI) bei der Reinigung nach Wartungsarbeiten aus. Es gab keine Toten oder Verletzten, jedoch wurde die Maschine vollständig zerstört.[15]